# Longosuchus
Longosuchus ("cocodrilo largo") es un género extinto de aetosaurio de fines del Triásico de América del Norte y Marruecos. Medía unos 3 m de largo.

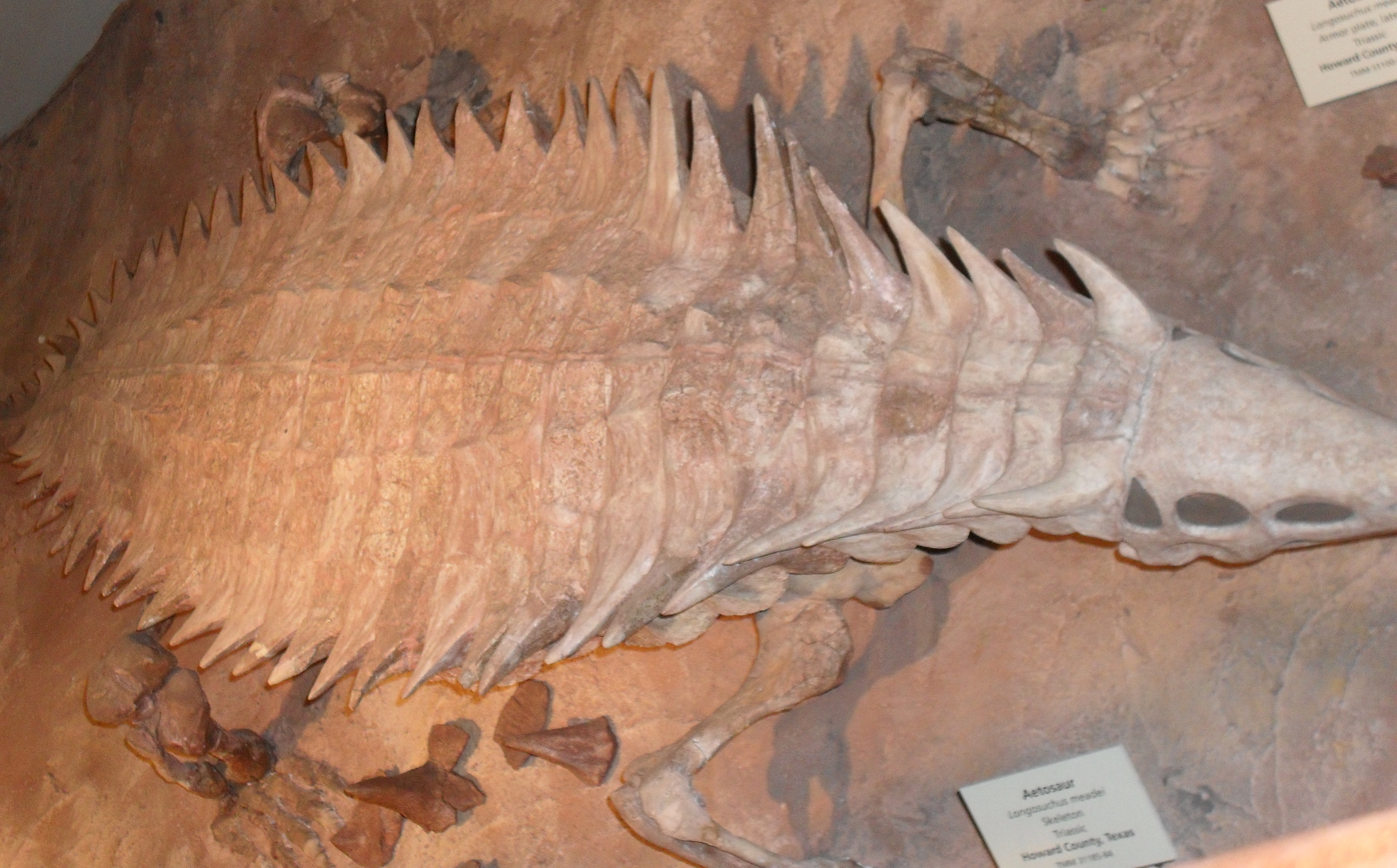
Esqueleto.

En un principio fue descrito como una especie del género Typothorax. Pero en 1990 se hizo una revaluación al taxón y se demostró que el fósil pertenecía a un nuevo género distinto y se nombró a Longosuchus meadei